# Lorenzo Pignotti

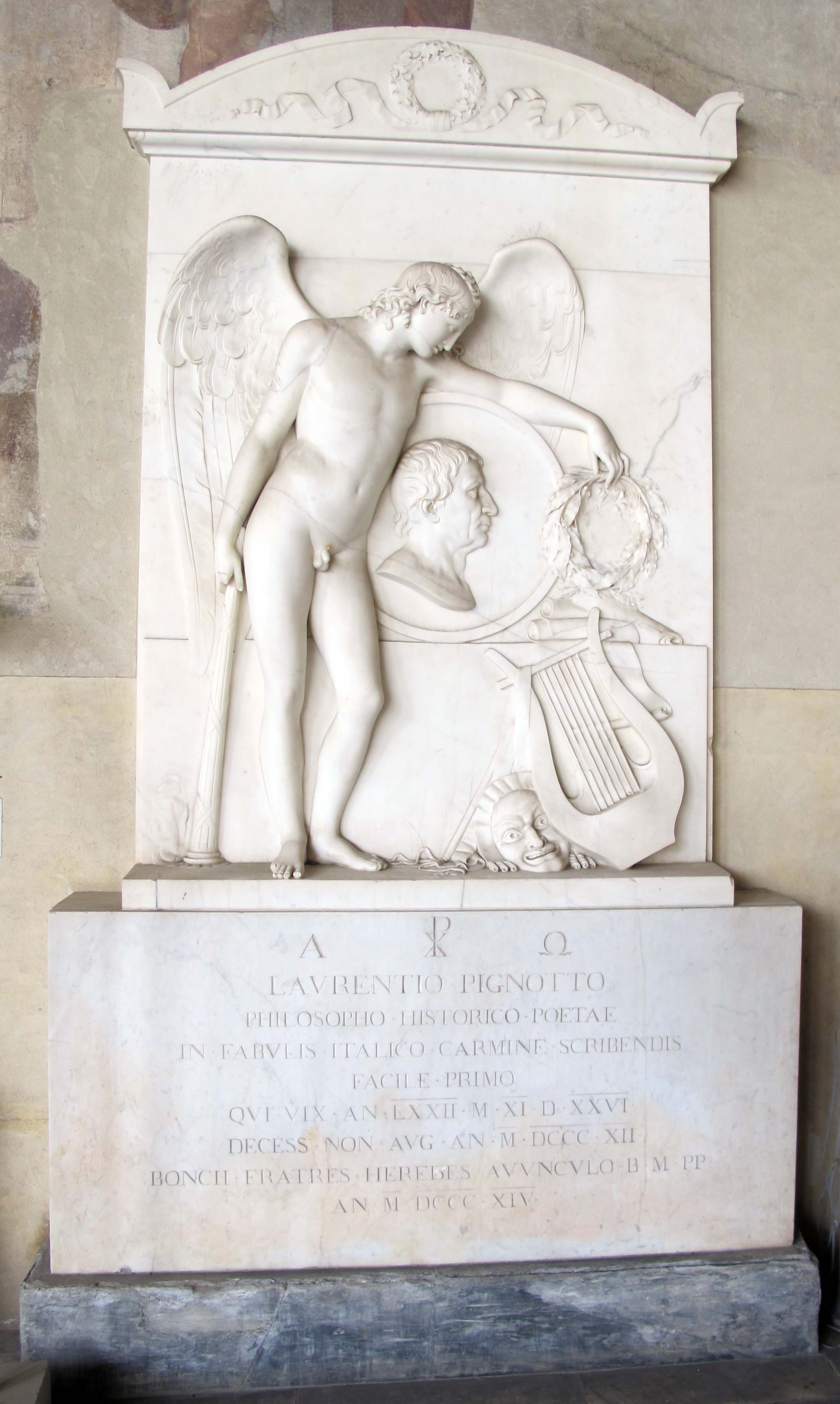
Tomba nel Camposanto monumentale di Pisa

Lorenzo Pignotti (Figline Valdarno, 9 agosto 1739 – Pisa, 5 agosto 1812) è stato un poeta e storico italiano, la cui fama è legata soprattutto all'attività di favolista.

## Biografia
Nato a Figline da Santi e da Margherita Curlandi, ancora bambino si trasferì con la famiglia ad Arezzo, dove studiò nel locale seminario e abbracciò per qualche tempo lo stato ecclesiastico. Dopo aver insegnato retorica, lasciò la veste talare e si iscrisse alla facoltà di medicina di Pisa, laureandosi nel 1764 ed esercitando per qualche tempo la professione medica. Nel 1769 fu nominato docente di fisica all'Accademia dei Nobili di Firenze e nel 1775 ottenne la stessa cattedra all'università di Pisa, di cui fu anche magnifico rettore dal 1808. Dal 1801 fu anche storiografo regio.
Fu uno scrittore molto versatile: compose poemetti in versi sciolti di gusto preromantico (La tomba di Shakespeare del 1779 e L'ombra di Pope del 1781; poemetti burleschi (La treccia donata del 1808, ispirata al Ricciolo rapito di Alexander Pope); una Storia della Toscana in nove volumi, uscita postuma nel biennio 1813-1814; poesie encomiastiche; un saggio divulgativo di argomento medico (Istruzioni mediche per le genti di campagna. Fu autore anche di favole, talune originali, altre riprese dal patrimonio di favole classico, soprattutto da Esopo, tutte divertenti e caratterizzate da un evidente impegno etico, più che moralistico. Con il testo ucronico Storia della Toscana sino al principato (pubblicato postumo nel 1813) immaginò cosa sarebbe potuto succedere se Lorenzo il Magnifico non fosse morto nel 1492.
Uscì postumo, nel 1831, il suo poemetto burlesco Il bastone miracoloso che narra la storia di un uomo dotto abissino che smaschera i ciarlatani.

## Opere
- Poesie di Lorenzo Pignotti aretino, Pisa, dalla Nuova Tipografia, 1798.
- Favole e Novelle, di Lorenzo Pignotti aretino, Milano, presso Pirotta e Maspero Stampatori-Librai, 1807.
- Poesie di Lorenzo Pignotti aretino, Firenze, presso Molini, Landi e comp., 1812-13.
- Favole e novelle, Bassano, Tipografia Remondiniana, 1816.
- Favole e novelle del d. Lorenzo Pignotti, Lucca, presso Francesco Bonsignori, 1785.
- Storia della Toscana sino al principato con diversi saggi sulle scienze, lettere e arti di Lorenzo Pignotti istoriografo regio, Pisa, co' caratteri di Didot, 1813-1814.
- Favole e Novelle di Lorenzo Pignotti Aretino Pomba, Torino, 1852.